# Masakimyia pustulae
Masakimyia pustulae är en tvåvingeart som beskrevs av Junichi Yukawa och Sunose 1976. Masakimyia pustulae ingår i släktet Masakimyia och familjen gallmyggor. Inga underarter finns listade i Catalogue of Life.